# Rijksweg 30
Der Rijksweg 30 (Abkürzung: RW 30) – Kurzform: Autosnelweg 30 (Abkürzung: A30) –  ist eine niederländische Autobahn zwischen Barneveld (A1) und Ede (A12). Die Straße hat über die gesamte Strecke zwei mal zwei Fahrbahnen.

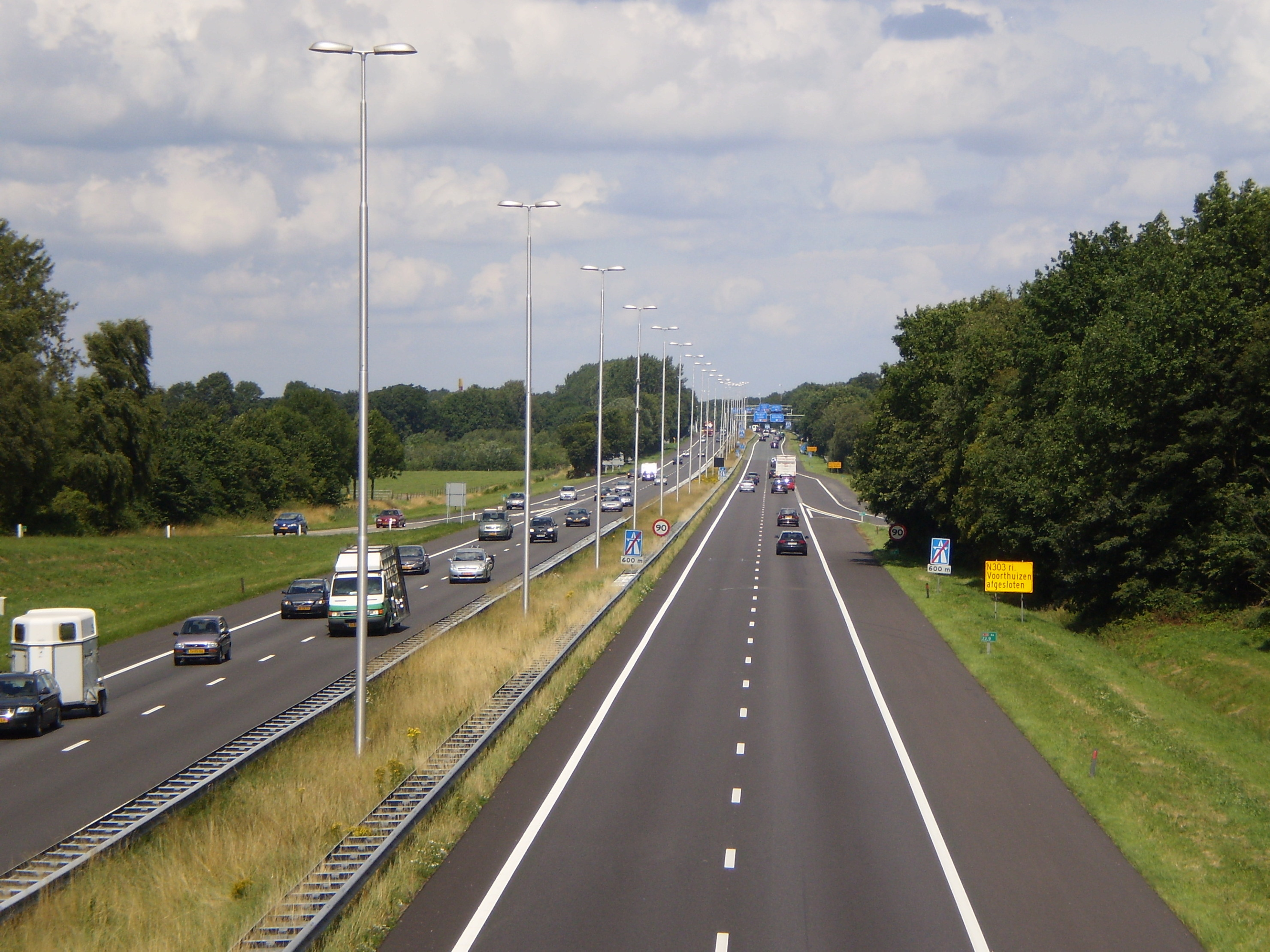
Der Rijksweg A30 nahe Barneveld

Früher verband diese Straße nur den Rijksweg A1 mit der N224 bei Ede-Noord und war noch keine Autobahn. Sie hieß deshalb N30. Danach hieß sie für lange Zeit 'A30' zwischen Barneveld und Lunteren und 'N30' zwischen Lunteren und Ede-Noord. 2001 hat man mit der Verbreiterung des Rijkswegs 30 zu einer Autobahn begonnen und sie schließlich bis zur Einmündung in die A12 voll ausgebaut. Am 12. Juli 2004 wurde diese ausgebaute Strecke dem Verkehr übergeben.

## Planungen
Es ist geplant, dass die A30 vorbei an Nijkerk bis nach Flevoland zur A27 bei Almere geführt wird. Aber um Nijkerk liegt ein großes Naturschutzgebiet, was die Planungen zurzeit noch behindert. Es wird auch an eine Verlängerung Richtung Süden gedacht. Dann könnte die A30 mittels einer Brücke über den Rhein mit der A15 verbunden werden.
Ein weiterer Vorschlag kommt von der VNO-NCW. Sie schlägt vor, dass die A30 von der A28 bei der Ausfahrt Amersfoort-Vathorst abzweigt und dann als Ring um Vathorst verläuft. Anschließend verläuft sie dann weiter bis zur A1.